# Artaquarium
Als Artaquarium bezeichnet man in der Aquaristik ein Aquarium, in dem nur eine Art der Fauna gehalten wird. Dies ist sowohl für Süßwasseraquarien als auch Meerwasseraquarien denkbar. Die meisten Artaquarien sind jedoch Süßwasseraquarien.
Artaquarien dienen dazu, die Haltungsbedingungen genau auf die Bedürfnisse der darin gehaltenen Tiere abzustimmen. Diskusfische werden beispielsweise sehr häufig in Artaquarien gehalten, weil sie sich in einem Gesellschaftsaquarium als zu krankheitsanfällig erwiesen haben. Auch die Haltungsanforderungen von Killifischen lassen sich meist nur im Artaquarium umsetzen. Einige Arten eignen sich wegen ihres aggressiven Verhaltens nicht für die Vergesellschaftung mit anderen Fischen. Dazu zählt zum Beispiel der Zwergkugelfisch, der bei anderen Fischen die Flossen anknabbert.
Auch einige Wirbellose werden in speziellen Artaquarien gehalten. Die in den letzten Jahren populär gewordenen Bienengarnelen werden gleichfalls häufig in solchen Aquarien gehalten, weil sie ihr agiles Verhalten am deutlichsten zeigen, wenn sie sich das Aquarium nicht mit Fischen teilen müssen.